# Bee Hives
Albums de Broken Social Scene
You Forgot it in People
(2002) Broken Social Scene
(2005)
Bee Hives est un album du groupe Broken Social Scene, sorti en 2004.
Il est constitué de faces B et de chansons non retenues pour leur second album, You Forgot it in People.
L'accueil critique a été moyen[réf. nécessaire], notamment de la part de Pitchfork, avec une note de 5,6/10.
On peut entendre le titre Lover's Spit dans l'épisode 8 de la saison 3 de la version américaine de la série Queer as Folk.

## Liste des titres
| No | Titre                      | Durée |
| -- | -------------------------- | ----- |
| 1. | (untitled)                 | 0:37  |
| 2. | Market Fresh               | 3:57  |
| 3. | Weddings                   | 7:02  |
| 4. | hHallmark                  | 3:53  |
| 5. | Backyards                  | 8:14  |
| 6. | Da Da Da Da                | 7:09  |
| 7. | Ambulance for the Ambience | 5:18  |
| 8. | Time = Cause               | 5:07  |
| 9. | Lover's Spit               | 7:34  |